# Aomar
Aomar là một đô thị thuộc tỉnh Bouira, Algérie. Dân số thời điểm năm 2002 là 20.464 người.